# Valles (Reocín)
Valles es uno de los doce núcleos que forman el Ayuntamiento de Reocín, en la comunidad autónoma de Cantabria (España). Se ubica en un llano a la margen derecha del río Saja, a 2 kilómetros de Puente San Miguel, capital del municipio. Se encuentra a 82 metros sobre el nivel del mar. En 2008 tenía 455 habitantes (INE). Celebra fiestas el día 16 de junio, de San Adrián. De su arquitectura destaca la ermita de San Adrián, en origen románica, pero de la que solo se conserva sin modificar una portada y algunos canecillos.
- Datos: Q6159295